# Nissan Skyline
O Nissan Skyline é um carro produzido pela japonesa Nissan, cuja produção iniciou-se em 1957, quando a Prince Motor Company —empresa fundada três anos antes pela Tama Electric Car Company, fabricante de veículos elétricos— lançou o modelo ALSI-1, com motor da Fuji Precision Industries de 1,5 litro e 60bhp(61cv). Em 1966 o governo japonês sugeria a criação de grandes empresas para competir no mercado internacional, o que levou a Prince a fundir-se com a Nissan.

## História
A primeira versão do Skyline, chamada de ALSI-1 entrou em produção em abril de 1957, naquela época era vendido como um carro de luxo, sob a marca Prince. Esta versão vinha com um motor 1,5 litro, que produzia 60 cv, este motor era padrão para toda a linha. O desempenho era relativo aos sedans médios da época, alcançava 140 km/h. Eram oferecidas carroçarias sedan e station wagon, havia também uma versão pick-up e um furgão, chamados Prince Skyway.
Para 1958, a Prince modificou as ópticas, adotando quatro faróis (antes eram dois). Este facelift fez com que o carro fosse chamado a partir daí de ALSI-2. A motorização foi levemente modificada, a cilindrada continuava com 1,5 litro, mas a potência subiu para 70 cv, esta nova motorização proporcionou um ligeiro aumento no desempenho.
Em 1961, entrou em produção a versão Skyline Sport, versão esta que ficou conhecida como BLRA-3, foi a partir daí que as potencialidades desportivas do modelo passaram a ser exploradas. A carroceria era desenhada por Giovanni Michelotti e estava disponível como coupé e descapotável, adotaram-se nesta carroceria elementos de design que foram utilizados em quase todas as gerações posteriores, como os faróis trapezoidais. A motorização era 1,9 litro com 94 cv de potência e passava uma sensação desportiva. Apenas alguns milhares foram produzidos, isso contribuí para que esta seja uma das versões mais caras e procuradas por colecionadores do Japão.
Versões mais desportivas já existiam em 1961, como o Skyline Sport BLRA-3 de 1,9 litro e 94 cv. Mas foi em 1964 que nasceu um marco: o Skyline 2000 GT, destinado a competições, que trazia o compartimento do motor ampliado em 20 cm para alojar o seis-em-linha de 2,0 litros do modelo Gloria. O sucesso da versão levou a Prince a produzi-la em série, em duas opções de rua: GT-A, com um carburador e 105 cv, e GT-B, com três Webers 40, alta taxa de compressão, 125 cv e caixa de 5 velocidades.
O nome Skyline já representava muito para os japoneses quando, em 1972, surgiu a nova geração C110, que incluía os potentes 2000 GT-X (130 cv) e GT-R (160 cv), de duas e quatro portas. A sigla GT-R desaparecia em 1977, com a geração C211, cuja versão de topo—lançada em 1980—era a 2000 GT-ES, com turbo e 140 cv, um modo de atender às normas de emissões poluentes.
A série R3X - Em 1981 a Nissan inaugurava a série R3X, ou seja, começando pela R30 e chegando à atual R35. A primeira geração, com linhas retas e pouco esportivas, recebia em 1982 as versões 2000 GT e 2800 GT de seis cilindros. Havia também o Skyline RS, com um quatro-cilindros de 2,0 litros e 150 cv, que no ano seguinte recebia um turbo para chegar a 190 cv—mais tarde passaria a 250 cv. Conhecido como RS-X ou Turbo C, esse Skyline obteve êxito nas ruas e nas pistas.
A geração seguinte, R31, parecia mais voltada ao conforto que à desportividade, mas isso logo mudou. Um novo seis-em-linha 2,0 turbo, de 180 cv, inaugurava a família de motores até hoje utilizada no modelo, embora a versão cupê chegasse só em 1986. O GTS-X de 1988, de 190 cv, introduzia o sistema HICAS (High Capacity Active Steering, ou direção ativa de alta capacidade), para contribuir na estabilidade—não para facilitar manobras em locais estreitos, como em outros sistemas do género.
Em 1989 chegava o Skyline R32, em versões sedan e coupê, com tração traseira ou integral. Ao seis-cilindros 2,0 de 155 cv eram adicionados depois um turbo de 215 cv, no GTS-T Type M, e um 2,5 aspirado de 180 cv. A sigla GT-R retornava depois de uma década, no modelo que seria conhecido por "Godzilla", em alusão ao assustador réptil do desenho animado japonês. Uma de suas atrações era a tração integral com repartição variável de torque—de 100% às rodas traseiras até 50/50, de acordo com a aderência.
O sistema Super-HICAS aperfeiçoava a direção nas quatro rodas e o motor de seis cilindros e 2,6 litros, com dois turbos, chegava a 327bhp (332cv). De 0 a 96 km/h bastavam 4,8 s, tão rápido quanto um Ferrari F355. A sua versão de corrida venceu tantas vezes no Grupo A nipónico que a categoria foi abolida, por falta de concorrentes para a Nissan.
O R33 era a geração seguinte, pouco maior e mais pesada, portanto menos ágil. Lançadas em 1995, as versões GT-S incluíam os 2,5 litros de 190 cv e 255 cv, este com turbo. O GT-R chegava com melhor distribuição de torque, mantendo-se no limite legal de 327bhp(332cv), e sistemas aprimorados de tração e direção integrais. A divisão NISMO (Nissan Motorsports) fez uma versão para o Grupo A e pôde oferecer ao público 99 unidades do Skyline 400R, em 1996. Era a versão de rua de um carro de corrida, por isso liberada do limite de 280 cv: extraía 400 cv a 6.800 rpm do motor biturbo de 2,8 litros, com tração integral. Houve também uma única unidade do GT-R LM, de 305 cv e tração traseira apenas, construída para homologação. Outro R33 muito especial era o Autech GT-R, um quatro-portas feito à semelhança do GT-R cupê para celebrar os 40 anos do Skyline. A NISMO preparou uma versão de 380 cv do carro, com o estilo agressivo baseado no 400R.
Para muitos o R32 permanecia o melhor Skyline, por sua agilidade e dimensões compactas. A Nissan ouviu os entusiastas ao desenvolver a geração R34, que chegava com motores de 140, 193 e 280 cv nas versões GT. A GT-R apareceu pouco mais tarde, detendo o recorde para carros de produção no famoso circuito alemão de Nürburgring até ser superado pelo Porsche 911 Turbo da série 996.
A geração R34, que surgiu em 1998, mantém a potência limitada a 280 cv, mas preparadores a levam a mais de 1.000 cv. Por exemplo, a versão JUN testada pelo famoso programa de televisão Top Gear debita 1300 cavalos. O desenho musculoso remete ao R32 e a eletrônica comanda a tração e a direção integrais tornando-o rápido e sedutor. O Skyline GT-R, GT-R e o Honda NSX são dos poucos automóveis nipônicos que conseguir ascender ao estatuto de objeto de culto. O Skyline GT-R R34 ficou marcado na cultura popular pela sua participação nos filmes + Velozes + Furiosos e Velozes e Furiosos 4 o qual era pilotado pelo personagem Brian O'Conner, e nos jogos da franquia Need For Speed desde Need for Speed: Underground o qual era pilotado pelo rival final Eddie.
Algumas versões desse modelo foram equipadas com transmissão continuamente variável (Câmbio CVT) tipo toroidal.

## Galeria
- Primeira geração (1957-1964)
- Segunda geração (1963-1968)
- Terceira geração (1968-1972)
- Quarta geração (1972-1977)
- Quinta geração (1977-1981)
- Sexta geração (1981-1990)
- Sétima geração (1985-1990)
- Sexta geração (1989-1994)
- Sétima geração (1993-1998)
- Oitava geração (1998-2002)
- Nona geração (2001-2007)
- Décima geração (2007-2015)
- Décima primeira geração (2017-presente)

## Prémios
- Top Gear Prémios 2007 - Supercarro do ano 2007[3]
- Automobile Magazine - Automóvel do ano 2009[4]
- Evo Magazine Carro do ano 2008[5]
- Edmunds - 2009 Edmunds' Inside Line Editors' Most Wanted Awards: Instant Classic[6]
- Motor Trend - Motor Trend Carro do ano 2009[7]
- 2008 Prémio da tecnologia japonesa mais avançada[8]
- Popular Mechanics - Prémio de excelência automóvel 2008[9]
- 2009 International Car of the Year[10]